# 23271 Kellychacon
23271 Kellychacon este un asteroid din centura principală de asteroizi.

## Descriere
23271 Kellychacon este un asteroid din centura principală de asteroizi. A fost descoperit pe 28 decembrie 2000 la Socorro, New Mexico, în cadrul proiectului LINEAR. Asteroidul prezintă o orbită caracterizată de o semiaxă mare de 2,31 ua, o excentricitate de 0,12 și o înclinație de 6,6° în raport cu ecliptica.